# Corleone (série)
Il Capo dei capi mais conhecida como Corleone (série) é uma mine-série Italiana que retrata a vida de Salvatore Riina.

## Sinopse
Em 1943, Salvatore Riina, mais conhecido como "Totó" é um adolescente de 13 anos que vive em Corleone, na Sicilía, prejudicado por uma bomba que matou parte de sua familía.Ele tem 3 amigos: Bernardo Provenzano, Calogero Bagarella e Biagio Schiro.Quando os Salvatore, Bernardo e Calogéro tem idade entre 25 e 30 anos eles se envolvem com Luciano Maino e o assassino do sindicalista Plácido Rizotto, Luciano Liggio.Em 1958, Salvatore confronta Domenico com uma arma, enquanto o outro faz o mesmo.Salvatore atira no peito de Domenico, mas Domenico tem tempo de atirar na perna de Salvatore.Não bastasse isso, o juiz condena Salvatore a 12 anos de prisão por assassinato.Salvatore cumpre 5 anos e em 1963 é solto.Salvatore é um homem regenerado e encontra na porta da prisão os radiantes Bernardo, Calogéro, Maino e Liggio.Os cinco amigos formam um clã e entram para a máfia.Mas Biagio Schiro não decidiu tomar o rumo dos ex-amigos: ele se tornou policial, e como os policiais combatiam a máfia, Biagio perseguia o clã de Salvatore, junto com o comissário Angelo Mangano.Então o clã corleonense vai fazer negócios em Palermo com Ciancimino Vito e Le Barbera.Eles matam o açougueiro e começa a máfia da carne.Então eles tem rivalidade com outro mafioso, Michele Navarra.Navarra manda seus homens matarem o clã corleonense, mas eles falham.Navarra é assassinado pelo grupo de Salvatore  quando está no carro.Então Biagio e Angelo percebem que o clã corleonense é mais perigoso do que se podia imaginar.Acontecem mais assassinatos, e Riina se apaixona pela irmã de Calogero, Ninetta Bagarella.Mas então  Le Barbera é pego pelo clã do mafioso Michele Cavataio e morto por um dos homens de Cavataio.Então Biagio se torna namorado da melhor amiga de Ninetta, Teresa.Enquanto isso, Salvatore Riina é preso por fugir de vários policiais.Ele mostra uma carteira de identidade falsa, com sua própria foto.O comissário Angelo pega a identidade e a mostra a Biagio, para ele ver se a identidade era falsa.Em seguida o comissário Angelo saí da sala.Então Biagio percebe que Salvatore é quem está na foto e vai visitá-lo.Salvatore, quando vê seus olhos, bate na parede de ferro da prisão gritando "Sou Riina!Salvatore Riina!".Mais tarde Biagio e Angelo capturam Luciano Maino, que estava escondido.Maino delata os companheiros e ele mesmo, mas ele fala principalmente de Salvatore: "Vocês prenderam Riina, tomara que ele nunca saia da prisão.Ele é o pior de todos.".Com informações de Maino, Biagio prende Liggio, o chefe do clã.Salvatore, Liggio, Bernardo e Calógero são levados a julgamento.Mas o advogado de Salvatore alega que não há prova e que Maino sofre de distúrbios mentais.O grupo é absolvido em 1969.Então Maino aparece enforcado em casa.Mas nem por esse desfalque o grupo para de agir: 2 anos depois, em 1971, Salvatore, Bernardo, Calogéro e Liggio junto com mais pessoas se disfarçam de policiais e matam Michele Cavataio.Mas Calogero morre e desaparece, chamando a atenção de Biagio e Angelo.Biagio finalmente tem seu filho com Teresa.Depois disso, Salvatore se reune com outros chefes da máfia em Palermo e um mafioso se torna prefeito.Então por coincidência  um repórter pergunta ao prefeito: "como o senhor vai combater a máfia?".O prefeito não responde.Então Salvatore quer conseguir dinheiro e o clã sequestra o neto do prefeito, Antônio.3 anos depois, em 1974, o filho de Biagio já tem 3 anos.O comissário Angelo é transferido para Milão e Liggio, Salvatore e Provenzano continuam a fazer negócios com a máfia de Palermo.Salvatore começa uma discussão com o mafioso Peppe  Di Cristtina.Peppe desconfia de que Totó está por trás de vários assassinatos e do sequestro de Antonio.Salvatore se acalma e em vez de brigar com Peppe, ele o abraça, provocando aplausos dos outros membros da máfia.Enquanto isso, Biagio descobre uma organização da máfia chamado RIPRO (iniciais de Salvatore Riina e de Bernardo Provenzano.Então Salvatore rouba uma igreja.Ele chama Ninnetta para a missa e mostra o dinheiro, mostrando que eles poderiam ir a Veneza.Ninnetta aceita.Salvatore briga com Luciano Liggio.Depois Liggio é preso em Milão pelo próprio comissário Angelo Mangano.Depois Ninetta vai para julgamento por ser namorada de Salvatore.Biagio e o novo comissário querem que Ninnetta seja exilada de Palermo.Mais um subordinado de Salvatore sequestra Teresa e seu filho e diz para Biagio que se Ninnetta for condenada, Teresa e seu filho "voaram da casa sem ser pelo elevador".Por sorte, Ninnetta não é condenada e Biagio salva Teresa.Ninnetta e Salvatore se casam.As tensões entre Salvatore e Peppe aumentam.Peppe reúne alguns mafiosos para matar Salvatore.Ele também contrata um sozia dele que parece é seu guarda costas.Mas um mafioso trai Peppe e revela tudo para Salvatore.Salvatore manda homens para matar Peppe.Mas então eles matam o sozia e guarda-costa de Peppe.Um mafioso avisa a Salvatore que mataram o homem errado.Salvatore fica bravo mas mantém sua calma habitual.Então Salvatore manda adolescentes matarem Peppe, por perder a confiança em seus homens.Peppe é morto com três tiros e seu companheiro.Na casa de Salvatore, ele, Bernardo e Ninnetta se divertem.Mas Bernardo chama Salvatore quando vê um  policial os observando.O policial avisa a Biagio do que viu e Biagio vai para lá.Na casa, Biagio encontra o policial morto com um tiro na cabeça.Biagio então é atacado por um homem de Salvatore.Então Biagio, que está caído no chão, vê a figura de Salvatore e pede para Salvatore matá-lo.Salvatore diz que ele não pode mexer com sua familía. Mas Totó deixa Biagio vivo. A série continua por mais 2 episódios focados na ação dos Juizes como Falcone.

## Personagens
- Salvatore "Totó" Riina
- Luciano Liggio
- Luciano Maino
- Bernardo Provenzano
- Calogero Baggarela
- Biagio Schiro
- Comissário Angelo Mangano
- Ninetta Baggarela
- Teresa
- Michele Navarra
- Placido Rizotto
- Michele Cavataio
- Salvatore Le Barbara
- Ciancimino Vito
- Domenico